# Fotoperiodizem
Fotoperiodizem je periodično obarvanje rastlin, ki ga povzročijo fitokromi. To so fotoreceptorski pigmenti, ki jih rastline uporabljajo za zaznavanje svetlobe. So občutljivi na rdeči vidni spekter svetlobe. Marsikatera cvetnica uporablja fitokrome za detekcijo dolžine dneva pred začetkom cvetenja. Na ta način uravnava tudi druge življenjske cikle, obliko stebla in listov, pa tudi kaljenje semen. Fitokromi se nahajajo v večini rastlin. Poleg fitokromov lahko v rastlinah delujejo tudi kriptokromi in fototropini, ki reagirajo na modri do ultravijolični del spektra.
Obarvanje listov pri nekaterih eksotičnih rastlinah glede na dolžino dneva torej povzročijo fitokromi. Fitokromi spremenijo svojo barvo glede na absorpcijo svetlobe. Obstaja več teorij, kako se to v rastlinah dogaja. S krajšanjem dneva, torej s krajšimi periodami osvetlitve se v rastlin začnejo kemijske spremembe fitokromov. Ena od starejših teorij nakazuje konverzijo fitokroma po kemijski shemi, ki jo vidimo na desni strani slike. Druga, novejša verzija predvideva spremembo fitokroma v obliki, ki jo vidimo na levi strani slike.